# رامون رويز
رامون رويز (بالإنجليزية: Ramón Ruiz)‏ هو سياسي أمريكي، ولد في 18 يناير 1965 في أريسيبو في الولايات المتحدة. حزبياً، نشط في Popular Democratic Party (Puerto Rico) ‏.